# Атанас Каишев
Атанас Петков Каишев е български военен деец и педагог, генерал-майор от генералщабното ведомство, началник на оперативното отделение на 1-ва армия, командир на 54-ти пехотен полк и началник на Военното училище по време на Първата световна война (1915 – 1918).

## Биография
Атанас Каишев е на 24 март 1872 година в смолянското село Чокманово. Учи в родното си село и във Варна, а през 1888 завършва Пловдивската мъжка гимназия. На 6 октомври 1888 година постъпва във Военното на Негово Княжеско Височество училище, което завършва през 1891, като на 2 август е произведен в чин подпоручик и зачислен в пехотата. На 2 август 1894 г. е произведен в чин поручик. Служи като помощник-командир на рота от 1-ви софийски полк. На 15 ноември 1900 г. е произведен в чин капитан и назначен за командир на рота от 35-и пехотен врачански полк. В периода 1905 – 1908 година учи в Николаевската генералщабна академия в Санкт Петербург. На 1 януари 1910 г. е произведен в чин майор. През 1911 г. служи като адютант на 8-а пехотна тунджанска дивизия.

### Балкански войни (1912 – 1913)
През Балканската (1912 – 1913) и Междусъюзническата война (1913) майор Атанас Каишев служи като началник-щаб на 3-та бригада от 8-а пехотна тунджанска дивизия. На 18 декември 1913 г. е произведен в чин подполковник.
От ноември 1914 започва да преподава тактика във Военната академия. На следващата година става началник-щаб на Осма дивизия.

### Първа световна война (1915 – 1918)
По време на Първата световна война (1915 – 1918) подполковник Каишев е началник на Оперативното отделение в щаба на 1-ва армия, след това е началник на щаба на 8-а пехотна тунджанска дивизия, с която воюва в Сърбия и Македония. От 1916 е командир на 54-ти пехотен полк. На 16 март 1917 г. е произведе в чин полковник. В периода 1917 – 1918 година е началник на Военното училище. На следващата година излиза в запас.
На 31 декември 1935 година е произведен в чин генерал-майор от запаса.
От 1936 до 1937 година е редактор на списание „Военна мисъл“. Умира на 29 януари 1941 година в град София..
Генерал-майор Атанас Каишев е женен и има 2 деца.

## Военни звания
- Подпоручик (2 август 1891)
- Поручик (2 август 1894)
- Капитан (15 ноември 1900)
- Майор (11 октомври 1910)
- Подполковник (18 декември 1913)
- Полковник (16 февруари 1917)
- о. з. Генерал-майор (31 декември 1935)

## Награди
- Военен орден „За храброст“ IV степен, 2-ри клас
- Военен орден „За храброст“ IV степен, 1-ри клас
- Военен орден „За храброст“ III степен, 2-ри клас
- Орден „Св. Александър“ V степен с мечове по средата
- Орден „За заслуга“ на обикновена лента